# Jakobici (polityka)

Sztandar jakobitów używany podczas powstania w 1745 roku.

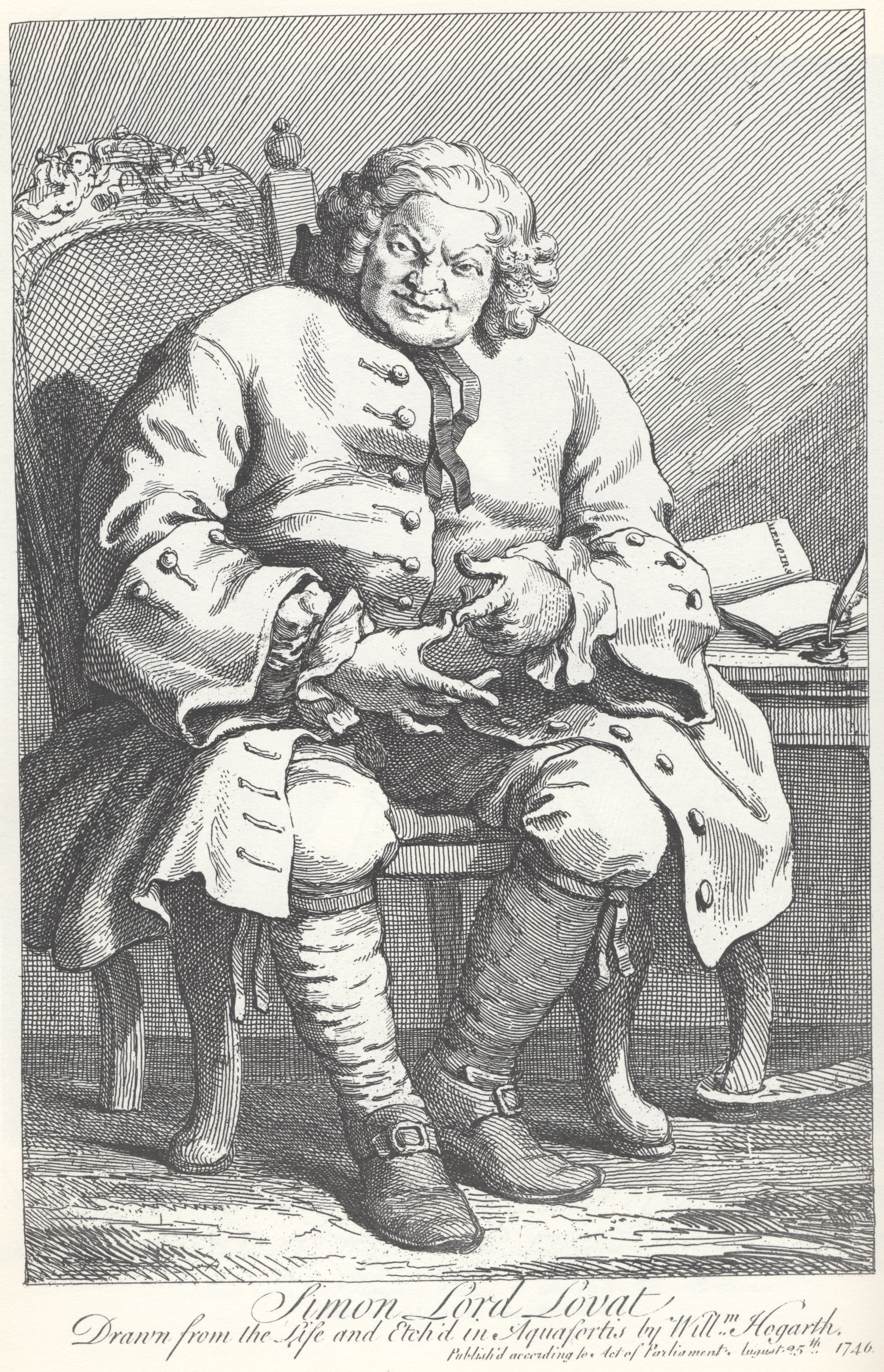
Simon Fraser, 11. Lord Lovat w więzieniu, rysunek Williama Hogartha

Jakobici – angielscy i szkoccy zwolennicy legitymistycznych pretendentów do tronu z dynastii Stuartów, potomków króla Szkocji Jakuba VII (w Anglii panującego jako Jakub II).
Zorganizowali w Szkocji trzy powstania przeciw dynastii hanowerskiej; w latach 1715 (przy wsparciu Francji) i 1718 (bardzo źle zorganizowane, wsparte desantem Hiszpanów). Ostatnie powstanie, z lat 1745-1746, mogło zakończyć się całkowitą klęską Anglików. Brak zdecydowania doprowadził jednak do klęski Szkotów.
Współcześnie jakobici za prawowitego króla Anglii, Szkocji i Irlandii uważają Franciszka II z bawarskiej rodziny Wittelsbachów. Franciszek II jest potomkiem Jakuba I po kądzieli. Ostatnim Stuartem w linii męskiej był Henryk IX i I, który zmarł 13 lipca 1807 roku.
Następcą Franciszka II jest jego brat – książę Maksymilian Emanuel, po którym prawa do tronu mają przejść na jego córkę – Zofię, księżną Liechtensteinu, a następnie – jej dzieci.

## Jakobiccy królowie na emigracji
- Jakub Stuart, pretendent do tronu Szkocji jako Jakub VIII i do tronu Anglii jako Jakub III, 1701-1766
- Karol Stuart, pretendent do tronu Anglii i Szkocji jako Karol III, 1766-1788